# George Bird Grinnell
George Bird Grinnell   (Brooklyn, 20 de setembre de 1849 - Nova York, 11 d'abril de 1938) fou un antropòleg, historiador, naturalista i escriptor estatunidenc. Va estudiar a la Universitat Yale on es llicencià en filosofia i lletres el 1870 i es doctorà el 1880. Professionalment es va orientar de primer a la zoologia i la paleontologia. La seva participació com a naturalista en missions científiques a l'oest dels Estats Units li va desvetllar l'interès per les cultures natives amb què va entrar en contacte, així com la preocupació per l'efecte de la caça sobre les poblacions de grans mamífers. Amb el temps va esdevenir un conservacionista pioner i un estudiós de la vida dels natius nord-americans, camps en els quals va arribar a ser una autoritat.
Grinnell va assolir una notable influència sobre l'opinió pública i va donar suport a campanyes per la regulació de la caça, que l'any 1900 van culminar en la Lacey Act, una llei de protecció d'espècies animals i vegetals, que en regulava la caça i el comerç. Els seus informes sobre la caça il·legal al recentment creat Parc Nacional de Yellowstone van ser determinants per l'establiment de la normativa fonamental del parc el 1894 i per la protecció legal del bisó americà.